# Max Blokzijl

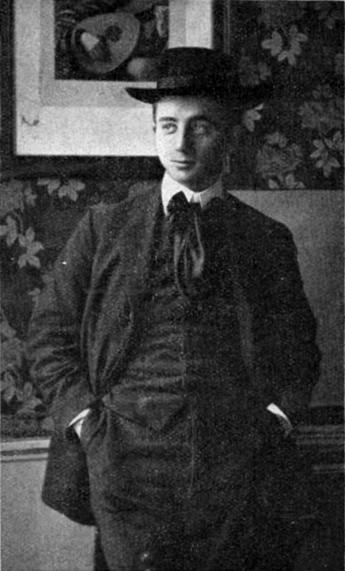
Max Blokzijl in jungen Jahren, 1907

Marius Hugh Louis Wilhelm (Max) Blokzijl (* 20. Dezember 1884 in Leeuwarden; † 16. März 1946 in Den Haag) war ein niederländischer Journalist und Autor.
Blokzijl wurde zunächst durch seine Reportagereise bekannt, in der er zusammen mit Jean-Louis Pisuisse als italienischer Straßenmusiker verkleidet auftrat; anschließend unternahm er mit letzterem eine mehrjährige zweite Reportagereise durch den östlichen Weltteil. Als musizierende Journalisten wurde dem Duo auch außerhalb der Niederlande große Beachtung zuteil. Anschließend arbeitete Blokzijl während des Ersten Weltkriegs als Kriegsreporter und dann mehr als 20 Jahre lang als Korrespondent in Berlin. Nach der Machtübernahme durch Hitler wandte sich Blokzijl dem Nationalsozialismus zu und trat für diesen während der deutschen Besatzung der Niederlande im Zweiten Weltkrieg als Pressewächter und insbesondere als Propagandasprecher im Radio ein. Nach Kriegsende wurde er wegen Landesverrats hingerichtet.

## Leben

Max Blokzijl in den Redaktionsräumen des Algemeen Handelsblad (rechts außen), 1904

Max Blokzijl (links) und Jean-Louis Pisuisse während ihrer Undercover-Reportage als italienische Straßenmusikanten, 1907

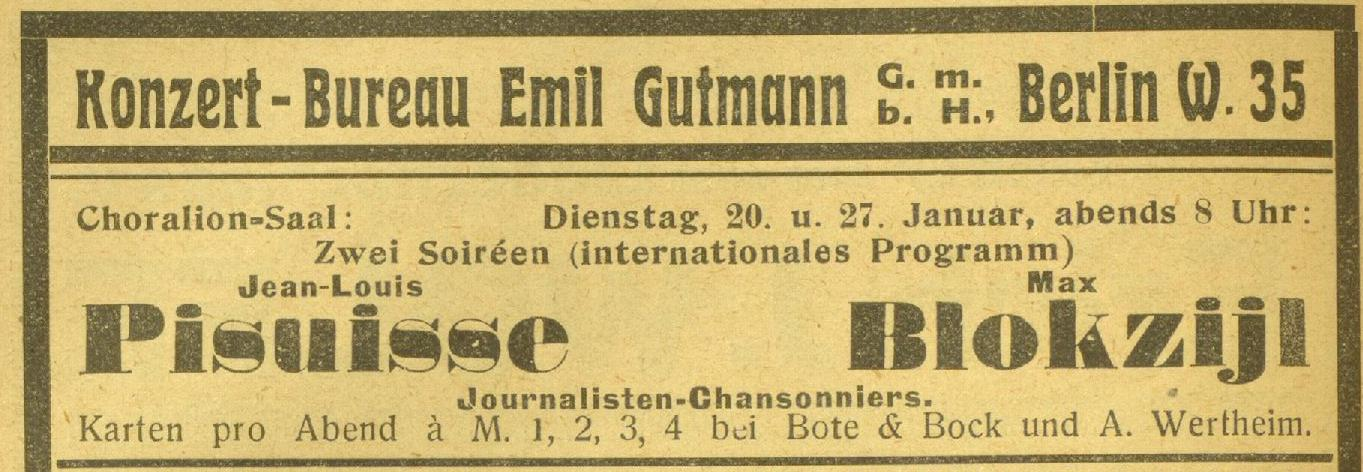
Anzeige für einen Auftritt von Pisuisse und Blokzijl im Berliner Choralion-Saal (1914)

### Familie und erste Jahre als Journalist
In Leeuwarden als Sohn eines Berufssoldaten geboren, verbrachte Blokzijl seine frühe Kindheit in Kampen und Utrecht. Seine Mutter arrangierte für ihn Klavierstunden, die sich für ihn später noch als nützlich erweisen sollten, sein Vater nahm ihn häufig zu Militärparaden mit, die ihn nachhaltig beeindruckten. Nach der Scheidung der Eltern blieb er bei seiner Mutter, die sich mit ihrem Sohn in Den Haag niederließ, und mied in der Folgezeit den Kontakt zu seinem Vater. Zunächst wollte Blokzijl Ingenieur oder Marineoffizier werden, entdeckte aber während seiner Schulzeit seine Ader für den Journalismus und gründete eine vierzehntäglich erscheinende Zeitschrift namens Iris, die von dem von ihm verehrten Schriftsteller Frederik van Eeden protegiert wurde. Sie war patriotisch gesinnt, warb für eine starke Armee und eine soldatische Haltung der Jugend. 1902 fusionierte die Zeitschrift mit Jong Nederland en Arbeid.
Nach seiner Schulzeit besuchte Blokzijl auf Wunsch seiner Mutter kurzfristig eine Malerakademie, entschied sich jedoch bald für seine eigentliche Leidenschaft und wurde 1903 Reporter beim Amsterdamer Algemeen Handelsblad. Er arbeitete ein Jahr lang in der Lokalredaktion und leistete anschließend seinen Militärdienst innerhalb des Regiments „Grenadiere und Jäger“ ab. Während dieser Zeit schrieb er für das militärische Fachblatt De Militaire Gids, in dem er, wie schon wie bei seiner eigenen Zeitschrift, für eine Verbesserung des Ansehens der Wehrpflicht in der Gesellschaft warb. 1906 kehrte Blokzijl zum Algemeen Handelsblad zurück und betätigte sich als Lokal- und Sportreporter. Dort lernte er Jean-Louis Pisuisse kennen, der nach vier Jahren als London-Korrespondent zurückgekommen war. Beide wollten dem Alltagstrott entfliehen, und auf Anregung von Pisuisse beschlossen sie, als italienische Straßenmusikanten verkleidet durch die Niederlande zu reisen und darüber eine Reportage zu schreiben.
Ende August 1907 begannen sie ihre neuntägige Reise durch die niederländische Provinz. Trotz ihres Kauderwelschs, das sie als vorgebliche Italiener zu sprechen versuchten sowie ihrer sonderbaren äußeren Erscheinung, wurde ihnen nach eigenem Bekunden Hilfsbereitschaft zuteil, und tatsächlich kehrten sie mit einem ansehnlichen Gewinn nach Amsterdam zurück. Ihre Reisereportage erschien unter dem Namen Avonturen als straatmuzikant (Abenteuer als Straßenmusiker) als Serie in ihrer Zeitung, die sich durch den großen Erfolg veranlasst sah, tausende Extraexemplare zu drucken. Blokzijl und Pisuisse wurden von Verlagen umworben, die erschienene Buchausgabe wurde ebenso wie die ursprüngliche Serie ein großer Verkaufserfolg.

### Weltreise als musizierender Korrespondent
Die Reportage wurde in der Folgezeit zum gesellschaftlichen Phänomen. Drei Theatergesellschaften führten die Abenteuer auf und sogar eine Zigarettenmarke mit dem Namen „Straßensänger“ wurde herausgebracht. Das Interesse der Öffentlichkeit an Blokzijl und Pisuisse war so groß, dass diese schließlich mit neuem Material in Theatern auftraten. Ihre Darbietungen fanden trotz des musikalisch amateurhaften Charakters selbst bei der Kritik Anklang. Im Anschluss an diese Auftritte entschloss sich das Duo zu einer Weltreise, die es nach einer Reihe von Abschiedskonzerten 1908 antrat.
Nach einem Abstecher in Paris machten sich die beiden auf den Weg nach Niederländisch-Indien, wo sie von Gouverneur Joannes Benedicius van Heutsz empfangen wurden. Dort traf Blokzijl Hendrik Colijn, mit dem er Jahrzehnte später nach dessen Zeit als Ministerpräsident der Niederlande aneinandergeraten sollte. Pisuisse und Blokzijl tourten die folgenden sechs Monate als musizierende Kriegskorrespondenten – es gab seit 1873 Aufstände in der Provinz Aceh – durch die Kolonie. Insgesamt verbrachten sie drei Jahre dort; da der mit den an ihre Zeitung und die Zeitschrift Buiten („Draußen“) gesandten Korrespondentenberichten aus Aceh erzielte Verdienst nicht ausreichte, war Blokzijl auch als Schauspieler, Komponist und Dekorateur tätig. In Surabaya gründete er zusammen mit Pisuisse und drei Frauen, darunter Pisuisses spätere zweite Frau Fie Carelsen, ein Kabarett.
1910 heiratete Blokzijl von Niederländisch-Ostindien aus eine Frau, die er noch vor seiner Abreise kennengelernt hatte, doch während der Bootsfahrt von den Niederlanden nach Ostindien verliebte diese sich in einen anderen Mann, ging von Bord und ließ sich umgehend scheiden. Diese Episode kostete Blokzijl, der während jener Zeit alles andere als begütert war, mehrere tausend Gulden. 1911 machte er sich zusammen mit Pisuisse auf die Heimreise. Aufgrund einer falschen Reiseplanung landeten sie zunächst in Makassar und beschlossen daraufhin spontan, China und Japan zu besuchen. Nachdem sie während einer Flugschau in Shanghai Zeugen des Absturzes des französischen Flugpioniers René Vallon geworden waren, gaben sie ein Wohltätigkeitskonzert für die Witwe, was ihnen zusätzliche Bekanntheit verschaffte. Im Anschluss an ihren Aufenthalt in Japan, von wo aus Blokzijl nach längerer Zeit wieder Reiseberichte sandte, zogen sie nach Russland weiter, schlugen sich in Sibirien nur mühsam durch und wurden in Moskau beinahe als Landstreicher verhaftet. Nach den weiteren Stationen Sankt Petersburg und Berlin kehrten Blokzijl und Pisuisse schließlich im Sommer 1911 in die Niederlande zurück.
Nach ihrer Rückkehr absolvierten sie wieder Auftritte in ihrer Heimat und auch in Berlin, wo eine Schellackplatte aufgenommen wurde. Es folgte eine Tournee durch Deutschland und andere Länder, deren Höhepunkt ein Auftritt vor der rumänischen Königin Elisabeth bildete. 1912 heiratete Blokzijl die Schauspielerin Annie Jurgens; diese Ehe hielt jedoch keine zwei Jahre. Im September 1913 reiste er zusammen mit Pisuisse erneut nach Niederländisch-Ostindien und trat zweimal mit ihm in Singapur auf. Obwohl eng verbunden, war es doch zwischen beiden zu Spannungen gekommen, Pisuisse war ambitionierter als Blokzijl, der im Herzen Journalist blieb, und genehmigte sich von den Tantiemen einen größeren Anteil. 1914 wurde Blokzijl für seine alte Zeitung Reisekorrespondent in Berlin und wollte danach mit Pisuisse, trotz ihrer früheren Spannungen, eine Tournee durch Nordamerika in Angriff nehmen. Der Beginn des Ersten Weltkriegs bedeutete allerdings das abrupte Ende dieses Vorhabens. Pisuisse ging als Korrespondent nach Belgien, während Blokzijl in den Niederlanden blieb, und aus dem vorläufigen Ende des Duos wurde im Anschluss an den Krieg ein endgültiges.

### Als Kriegskorrespondent
Blokzijl sah es in diesen Zeiten als seine patriotische Pflicht, sich nicht abseits zu halten und diente daraufhin in den folgenden Jahren als lediglich einer von zwei Journalisten in der niederländischen Armee. Zu seiner Enttäuschung wurde er nicht dem Nachrichtendienst zugeteilt, sondern musste als Kurier arbeiten. Blokzijl entschloss sich deswegen zu einer Offizierslaufbahn und wurde innerhalb eines Jahres zum Leutnant befördert. Während dieser Zeit schrieb er ein „Sachbuch für den Liniensoldaten“, das jedoch aus Geldmangel nicht verbreitet wurde. Ein von ihm komponierter Marsch brachte es hingegen bei den Soldaten zu großer Bekanntheit.
1917 konnte das Algemeen Handelsblad Blokzijls Freistellung vom Militärdienst erreichen und setzte ihn als Kriegskorrespondent mit Standort in Berlin ein. Seine folgenden Reisen zu Frontabschnitten in Belgien, Frankreich, Norditalien, Riga, der Krim und am Schwarzen Meer konfrontierten ihn mit der Realität des Krieges, die sich drastisch von seinem früheren Kasernenleben unterschied und von ihm schonungslos wiedergegeben wurde.
Während der Friedensverhandlungen in Spa versteckte sich Blokzijl hinter den Gardinen des Verhandlungsraumes und war damit der einzige anwesende Journalist. Er wurde anschließend ohne Angabe von Gründen von der britischen Militärpolizei verhaftet und nach Belgien abgeschoben. Er kehrte Ende 1918 nach Berlin zurück, wo er bis 1940 als Korrespondent tätig war.

### Als Auslandskorrespondent in Berlin
Nach einer zweijährigen Zeit als Assistent-Korrespondent wurde Blokzijl befördert und verbrachte in Berlin insgesamt 22 Jahre als Chronist der Weimarer Republik und des darauf folgenden nationalsozialistischen Regimes. Er war Zeuge der Novemberrevolution und erlebte den Spartakusaufstand zeitweise an der Seite der Aufständischen aus unmittelbarer Nähe mit. Blokzijl gab später in seinen Memoiren an, Karl Liebknecht und Rosa Luxemburg gut gekannt zu haben, letztere bewunderte er im Gegensatz zu Liebknecht sehr. Er reiste nach Polen und Galizien, um über die Pogrome an den Lemberger Juden zu berichten, seine Reportage hierüber wurde später in den USA in Form einer Broschüre veröffentlicht. Blokzijl kritisierte die für Deutschland harten Bedingungen des Friedensvertrags von Versailles. Obwohl er eine Genehmigung für eine Reportage während der belgisch-französischen Ruhrbesetzung hatte, wurde er in Gelsenkirchen kurzzeitig festgenommen, worüber auch in der französischen Presse berichtet wurde.
Auch wenn er Berlin zunächst als lärmende, schmutzige und ungezügelte Stadt voller Kriminalität beschrieb, öffnete Blokzijl sich doch allmählich den charmanten Seiten dieser lebendigen Metropole. 1921 ging er mit der 13 Jahre jüngeren Hermine Eleonore Behle seine dritte Ehe ein, die bis zu seinem Tod Bestand hatte und kinderlos blieb. Blokzijl war in Berlin in vielen Feldern aktiv, so wurde er beispielsweise 1920 Mitglied der Vereinigung Nederland in den Vreemde (Niederlande in der Fremde) und der „Deutsch-Niederländischen Gesellschaft“, außerdem war er im Algemeen Nederlandsch Verbond (Allgemeiner Niederländischer Verband) und der Vereniging Nederland en Oranje (Vereinigung Niederlande und Oranje) aktiv. Von besonderer Bedeutung war jedoch sein seit 1924 ausgeübter Vorsitz des Nederlandsch Bond in Duitschland (Niederländischer Bund in Deutschland), der ungefähr 10.000 Mitglieder zählte und mit De post van Holland eine eigene Publikation herausgab. Für diese Tätigkeit wurde er von der Königin zum Ritter im „Orden von Oranien-Nassau“ ernannt. Blokzijl wurde in seinen Berliner Jahren zu einem wohlhabenden Mann, der bestens in die dortige Gesellschaft integriert war. In den Jahren 1917 und 1919 erschienen auch zwei von ihm verfasste Kinderbücher.
Blokzijl hatte sehr gute Kontakte zu den Ministerien und gewann als Vorsitzender des „Vereins der Ausländischen Presse“ beträchtlichen Einfluss, den er während der NS-Zeit trotz der 1933 erfolgten Niederlegung seines Vorsitzes zuweilen auch für in Bedrängnis gekommene ausländische Kollegen nutzte. Des Weiteren hielt Blokzijl Lesungen über seine Heimat und Niederländisch-Ostindien, organisierte Niederlandetage in Berlin und eine Tournee des Concertgebouw-Orchesters.
Vor der nationalsozialistischen Machtübernahme verteidigte Blokzijl die Politik des deutschen Reichspräsidenten Friedrich Ebert und wies unter anderem den in Deutschland nun deutlich hervortretenden Antisemitismus entschieden zurück; ein gegen Reichskanzler Hans Luther gerichteter Artikel führte neben Attacken seitens der konservativen deutschen Presse sogar zu einer Beschwerde des deutschen Botschafters in den Niederlanden beim deutschen Außenministerium. Dies führte dazu, dass Blokzijl ein bereits versprochenes Ehrenkreuz des Deutschen Roten Kreuzes für seinen Einsatz für unterernährte Berliner Kinder nicht ausgehändigt wurde. Dabei stellte er sich nicht nur reaktionären Kräften, sondern auch dem Kommunismus entgegen.
Ende 1927 wurde Pisuisse, zu dem Blokzijl in den vergangenen Jahren nur noch wenig Kontakt gehabt hatte, zusammen mit seiner dritten Frau von deren früheren Liebhaber ermordet. Im darauffolgenden Jahr erschienen Blokzijls zunächst in einer Serie veröffentlichte Memoiren als Buch unter dem Titel Ik trok er op uit (Ich zog hinaus). Er berichtet dort, allerdings mit großer Eitelkeit, unter anderem über seine Zeit mit Pisuisse. Jahre später bezeichnete er Pisuisse als einen durch seinen frühen Tod verhinderten Nationalsozialisten, wodurch er sich den Zorn von dessen Kindern zuzog. Diese verweigerten dann auch während der deutschen Besatzungszeit die Genehmigung zu einer Wiederauflage von Avonturen als straatmuzikant.

### Hinwendung zum Nationalsozialismus
Einst ein Verteidiger der Weimarer Republik, verschoben sich Blokzijls Sympathien in seiner Berichterstattung mit den Jahren deutlich. Die NSDAP nahm er zunächst nicht ernst, musste jedoch nach den Wahlen von 1930 mit Verblüffung den schlagartigen Bedeutungsgewinn dieser Partei feststellen. Bei aller Kritik imponierten dem früheren Soldaten Blokzijl die straffe Disziplin und der halbmilitärische Charakter der Partei. Noch 1932 zog er bei der Präsidentschaftswahl Hindenburg Hitler vor, da er Letzteren als eine Gefahr für Deutschland und Europa betrachtete, erkannte jedoch die NSDAP nun als ernstzunehmenden Machtfaktor an und nannte Hitler nach der Machtübernahme einen Staatsmann mit nicht unsympathischer Erscheinung. Den Antisemitismus verurteilte er bis zum Zweiten Weltkrieg nach wie vor, war aber der Ansicht, dass der Nationalsozialismus viele positive Veränderungen wie ein Absinken der Kriminalität, einen Wirtschaftsaufschwung und neuen Idealismus bewirkt habe.
Blokzijl begann sich an die neuen Verhältnisse anzupassen und fühlte sich mehr und mehr vom Nationalsozialismus angezogen. Ein Grund dafür war auch, dass er seine tiefe Abneigung gegen ein herkunftsbestimmtes Gesellschaftssystems durch ihn geteilt sah. Im Gegensatz zur Sozialdemokratie und zum Kommunismus schloss der Nationalsozialismus Blokzijls Meinung nach alle Klassen ein; zudem erhoffte er sich von ihm eine Bollwerkfunktion gegen den Kommunismus. Sich als Regimegegner zu positionieren war für ihn mittlerweile ausgeschlossen, da er seinen Status nicht verlieren und weiter von seinen Privilegien profitieren wollte. Noch im ersten Jahr der Machtübernahme ließ er sich für seine Artikel vom Auswärtigen Amt unter Alfred Rosenberg unterstützen und sandte dessen Presseleiter Karl Böhmer Artikel, von denen er meinte, dass diese positiv über das Dritte Reich urteilten. Hitler musste seiner Ansicht nach eine ehrliche Chance eingeräumt werden.
1935 wurde Blokzijl heimlich Mitglied bei der niederländischen NSB und dort zu einem der Hauptakteure der prodeutschen Strömung der Partei. Bereits seit 1933 hatte er mit NSB-Parteichef Anton Mussert in brieflichem Kontakt gestanden und ihn im folgenden Jahr in seinem Berliner Haus empfangen. Seit seinem Eintritt schrieb Blokzijl unter dem Pseudonym „Roland“ prodeutsche Texte für die Zeitungen des Verlags De Locale Pers. Obwohl die sozialdemokratische Zeitung Het Volk die Identität von „Roland“ aufdeckte, hatte dies für ihn bei dem liberal ausgerichteten Algemeen Handelsblad keinerlei Auswirkungen; allzu sehr mit dem Nationalsozialismus sympathisierende Artikel waren zuvor schlichtweg nicht gedruckt oder geändert worden. Auch nach der Aufdeckung seiner Identität blieb Blokzijl für die Zeitungen von Locale Pers tätig, zudem ließ er sich Anfang 1938 unter Zusicherung völliger Anonymität von der faschistischen Wochenzeitschrift De Waag anwerben. Als Blokzijl 1937 mit einigen anderen Korrespondenten erstmals bei Hitler zu Gast war, ließ er in seinem Bericht für das Algemeen Handelsblad offene Bewunderung für diesen durchblicken.
Für die Annexion von Österreich brachte Blokzijl ebenso Verständnis auf wie für die Bildung des Reichsprotektorats Böhmen und Mähren. Dies galt auch für den Überfall auf Polen. Wann immer er sie begleitete, beschrieb er die deutsche Armee als Befreier. Die Möglichkeit einer deutschen Besetzung der Niederlande verneinte Blokzijl hingegen. Als diese schließlich im Anschluss an den Westfeldzug 1940 doch stattfand, wurde er wie andere Korrespondenten in einem Berliner Hotel als „feindlicher Ausländer“ festgehalten. Seine Frau konnte die Umwandlung in Hausarrest erreichen, da Blokzijl seit kurzem Diabetiker war; einige Tage später wurde auch der Hausarrest unter Auflagen aufgehoben. Bei der französischen Kapitulation war Blokzijl als einziger niederländischer Journalist zugegen und besuchte Paris.

### Als nationalsozialistischer Presse- und Propagandafunktionär
Zunächst arbeitete Blokzijl weiter für das Algemeen Handelsblad, jedoch in geringerem Umfang als bisher. Der prodeutsche Reportageleiter der Rundfunkgesellschaft AVRO schlug Blokzijl vor, von Berlin aus Radioberichte zu liefern. Die von den Besatzern in Hilversum errichtete Rundfunkbetreuungsstelle war von dem Vorschlag angetan, jedoch wollte Willi Janke, Pressechef das Reichskommissariats in Den Haag, Blokzijl lieber in den Niederlanden eingesetzt sehen. Dieser sah seinen Bekanntheitsgrad dadurch schwinden, dass das Handelsblad seine Berichte nur mit dem Zusatz „Von unserem Korrespondenten“ versehen hatte, und ließ sich von Janke überzeugen, Ende November 1940 nach Amsterdam zu ziehen.
Nach dreimonatiger erzwungener Untätigkeit wurde Blokzijl auf Druck der Deutschen als Co-Redaktionsleiter der von der protestantischen Antirevolutionären Partei herausgegebenen Tageszeitung De Standaard eingesetzt, was zum Rücktritt von Chefredakteur Colijn führte, der Blokzijl 33 Jahre zuvor in Niederländisch-Ostindien getroffen hatte. De Standaard hatte bereits ein achtwöchiges Erscheinungsverbot hinter sich, da Colijn dort bestritten hatte, dass die Niederlande zusammen mit Frankreich und Großbritannien vor dem Krieg jahrelang gegen Deutschland paktiert hätten; ein Widerstand gegen Blozkzijls Einsetzung hätte ein endgültiges Erscheinungsverbot zur Folge gehabt. Der neue Chefredakteur und frühere zweite Redaktionsleiter Taeke Cnossen hielt Blokzijl in der Folgezeit so fern wie möglich. Letzterer verfasste zwar in der Zeitung einige prodeutsche Artikel, verließ die Zeitung jedoch bereits nach vier Monaten wieder.
Im Juni 1941 wurde Blokzijl im Departement van Volksvoorlichting en Kunsten (Ministerium für Volksaufklärung und Künste) Vorsitzender der Abteilung Pressewesen. Dort war er für die Umsetzung der Gleichschaltung der niederländischen Presse mitverantwortlich, obwohl er in Berlin noch gegen die Nazifizierung der Presse gewesen war. Zusammen mit Janke ließ er bereits in seinem ersten Monat den Sicherheitsdienst das als antideutsch geltende Algemeen Handelsblad durchsuchen und dessen Chefredakteur verhaften. Dabei hatte Blokzijl noch im September 1940 den nach Berlin gereisten stellvertretenden Direktor bei seinen Bemühungen unterstützt, für das Blatt ein gewisses Maß an Freiheiten zu erreichen. Außerdem verhängte er Geldbußen gegen Redakteure, die Frontberichte verkürzt hatten. Viele Aufgaben delegierte Blokzijl allerdings an seinen Vertrauten Hermanus Goedhart und übertrug ihm nicht Genehmes, wie das Abhalten der täglichen Pressekonferenzen, oft seinem Stellvertreter. In einem internen Bericht des Ministeriums von Anfang 1942 wurde ihm folglich vorgeworfen, dass er seine Funktion nie wirklich ausgeübt habe. In der Frage, was mit dem katholischen Priester Titus Brandsma geschehen solle, der sich in seiner Eigenschaft als geistlicher Ratgeber der katholischen Presse einer Gleichschaltung widersetzt hatte, verhielt sich Blokzijl abwartend. Schließlich wurde auf Jankes Empfehlung die Verhaftung und Deportation Brandsmas veranlasst, der später im KZ Dachau ermordet wurde.
Ende Januar 1942 wurde Blokzijl auch zum Vorsitzenden der Pressegilde der Kulturkammer ernannt, aber bereits nach fünf Monaten abgelöst, da er selbst von der neuen Position nicht sehr begeistert gewesen war und dann auch nur als Übergangslösung eingesetzt wurde. Nachdem der Propagandaleiter des Ministeriums für Volksaufklärung und Künste, Ernst Voorhoeve, der zugleich NSB-Propagandaleiter war, von Generalsekretär Tobie Goedewaagen entlassen worden war, übernahm Blokzijl zusätzlich zu seiner Funktion als Leiter der Presseabteilung kommissarisch Voorhoeves Posten. Im Herbst 1942 wurden die Abteilungen Propaganda und Presse im Ministerium zusammengelegt und Blokzijl zum Vorsitzenden der neuen gekoppelten Abteilung ernannt. Diese Zusammenlegung erfolgte auch innerhalb der NSB, Voorhoeve wurde dort Vorsitzender und Blokzijl sein Stellvertreter. Da Voorhoeve bereits Anfang 1943 als Freiwilliger an die russische Front zog, hatte Blokzijl damit faktisch zeitweise eine Doppelfunktion inne. Während er die NSB-Propaganda als an die Mitglieder gerichtet sah und diese für ihn so scharf wie möglich ausfallen sollte, war er hinsichtlich der Propaganda seines Ministeriums für eine vorsichtigere Gangart, die die niederländische Bevölkerung an die neue Ordnung heranführen sollte.
In seiner Funktion als stellvertretender NSB-Propagandaleiter zeigte Blokzijl erheblich größeren Einsatz als in seiner vorigen Tätigkeit als Pressewächter. Die fast 200 Veranstaltungen mit ihm als Redner waren bestens besucht, zudem war die alte Idee, ihn Radioansprachen halten zu lassen, 1941 umgesetzt worden, wodurch er wieder vermehrt im Blickpunkt der Öffentlichkeit stand. Im Gegensatz zu Joseph Goebbels hatte Blokzijl jedoch wenig Einfluss in administrativer Hinsicht. Letztendlich wurde er im Nachhinein auch nicht mit seiner Funktionärstätigkeit für das Ministerium und die NSB, sondern mit seinen Radioansprachen verbunden. Blokzijl wandte sich auch deshalb vermehrt diesen zu, weil ihm aufgrund einer jüdischen Großmutter ein späterer Aufstieg zum Generalsekretär seines Ministeriums verwehrt blieb. Dieser „Makel“ war ihm zuvor unbekannt gewesen und erst durch Nachforschungen der Deutschen eröffnet worden. Blokzijl hatte zuvor selbst versucht, einen Ariernachweis zu erbringen, konnte aber im Gegensatz zu seiner väterlichen Abstammung nichts über seine Großmutter aus Suriname herausfinden.

### Als Propagandasprecher im Radio

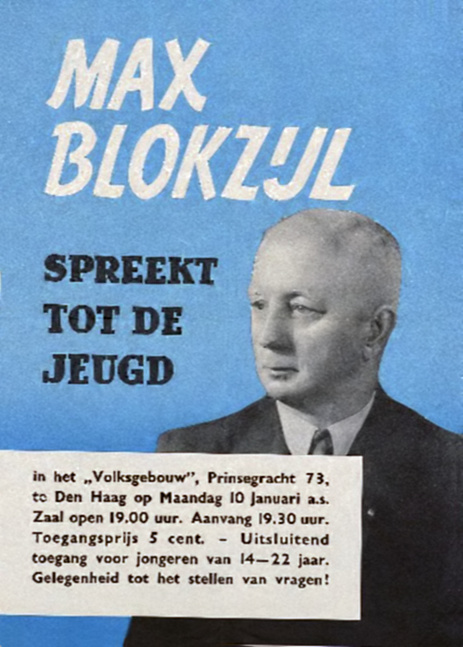
Ankündigung zu einer Ansprache Blokzijls an die Jugend

Im Februar 1941 startete trotz einiger vorgebrachter Bedenken wegen der gelegentlich nicht unkritischen Haltung Blokzijls zu seinen Berliner Zeiten und seiner jüdischen Großmutter eine erste Radioserie mit dem Titel Ik was er zelf bij (Ich war selbst dabei), in der es um seine Erlebnisse als Kriegskorrespondent ging. Diese wurde im gleichen Jahr durch Brandende kwesties (Brennende Fragen) und Politiek Weekpraatje (Politischer Wochenplausch) abgelöst, die von den Sendungen Hans Fritzsches inspiriert waren und in denen er Propaganda für den Nationalsozialismus betrieb. Blokzijl teilte seine Hörer in drei Gruppen ein:
- Die überzeugten Nationalsozialisten, denen er warnende Worte zukommen ließ und unter denen er viele Mitläufer sah.
- Die Gegner der neuen Ordnung, die er mit zynischen Bemerkungen abkanzelte (darunter die von ihm als „Emigrantenkomitee“ bezeichnete Exilregierung und Königin Wilhelmina), ansonsten jedoch wenig beachtete.
- Diejenigen, die potentiell bereit wären, die neue Ordnung zu akzeptieren.[56]

Der letzten Gruppe widmete er sein Hauptaugenmerk. Zwar äußerte er Verständnis für ihre Sorgen und Nöte, mahnte sie jedoch, sich zu entscheiden und dabei zu bedenken, dass – so Blokzijl – der Sieg der Achsenmächte unvermeidbar sei. Mit der Zeit wurde Blokzijls Ton gegenüber der passiven Gruppe fordernder. Als nach dem Beginn des deutschen Krieges gegen die Sowjetunion Freude in der Bevölkerung aufkam, dass die Deutschen einen weiteren Gegner hatten, sah er dies als Heuchelei, da die Niederlande vor dem Zweiten Weltkrieg die Sowjetunion nie anerkannt hatten. Nach der deutschen Niederlage bei der Schlacht von Stalingrad äußerte Blokzijl, dass er mit seiner Geduld den Passiven gegenüber am Ende sei.
Im Mai 1943 wurde die Konfiszierung aller Radiogeräte angeordnet, die nicht Deutschen oder NSBlern gehörten. Die Absicht dahinter war, dass das Hören des Londoner Widerstandssenders Radio Oranje unterbunden werden sollte. Ausgeschlossen von der Konfiszierung waren auch Hörer mit Drahtfunk, da der Empfang von Radio Oranje damit nicht möglich war. Zumindest privat sprach sich Blokzijl gegen eine Konfiszierung aus, da es ihm nicht in erster Linie darum ging, Mitstreiter zu erreichen.
Während er Intellektuelle verachtete und Gymnasiasten als zu egoistisch empfand, sah Blokzijl in Arbeiterkindern eine größere Hoffnung für die Zukunft seines Landes. Diese versuchte er während einer 1942 unternommenen Vortragsreise zu erreichen. Blokzijl war jedoch mit dem Ergebnis unzufrieden und forderte eine nationalsozialistische Jugendorganisation mit Zwangsmitgliedschaft nach Vorbild der Hitlerjugend. Gleichwohl unternahm er im Januar 1944 eine zweite Vortragsreise, bei der seine Zuhörer auch kritische Fragen stellen durften, die keiner Vorzensur unterlagen. Doch wie bei seinen Radioansprachen schlug Blokzijl auch hier einen immer härteren Ton an.
Im letzten Kriegsjahr konzentrierte er sich wieder auf seine Sendungen. Insgesamt hielt Blokzijl rund 800 Ansprachen, in denen er im Gegensatz zur Vorkriegszeit auch antisemitische Äußerungen tätigte. So bezeichnete er den Moment, an dem der letzte Jude die Niederlande verlassen habe, als eine Bereinigung der Atmosphäre. Blokzijl hatte relativ große Freiheit, was die Inhalte betraf, solange sie nicht den Zielen der Besatzungsmacht zuwiderliefen. Es sind lediglich zwei Fälle bekannt, in denen die Zensur einschritt; im einen Fall hatte Blokzijl das Schicksal der Niederländer im von Japan besetzten Niederländisch-Ostindien ansprechen wollen, im anderen hatte er die Landung der Alliierten auf dem europäischen Festland prophezeit.
Im Gegensatz zu anderen Propagandasendungen waren Blokzijls Ansprachen ein Publikumsmagnet. Er erhielt während dieser Zeit tausende Schmäh- und Drohbriefe, aber auch Zustimmung seitens nationalsozialistischer Niederländer, die ihre Isolation beklagten und bisweilen um Rat fragten. Anfangs beantwortete Blokzijl alle Briefe selbst; zu seiner Enttäuschung gab es jedoch nur wenige Zuschriften, in denen Hörer angaben, von ihm bekehrt worden zu sein. Ein Merkmal der Radiosendungen war auch ein persönlicher Kleinkrieg zwischen ihm und Radio Oranje, insbesondere mit dessen Mitarbeiter Loe de Jong. Dies war eine paradoxe Situation, denn das Hören von Radio Oranje war durch die Deutschen ausdrücklich verboten worden, allerdings war sich Blokzijl darüber bewusst, dass dieses Verbot vielfach ignoriert wurde.
Seine letzte Ansprache hielt er am 6. Mai 1945, einen Tag nach der Kapitulation der Deutschen in den Niederlanden, und beendete diese mit den Worten: „Wir kommen zurück, Hörer!“ Eine Flucht zog Blokzijl nicht in Betracht – ihm war nach dem Dolle Dinsdag (närrischer Dienstag) vom 5. September 1944, als die Befreiung scheinbar kurz bevorstand, unter anderem von der nationalsozialistischen Satirezeitung De Gil ein solcher Versuch unterstellt worden – und ließ sich am 9. Mai widerstandslos festnehmen.

### Nachkriegsprozess und Hinrichtung

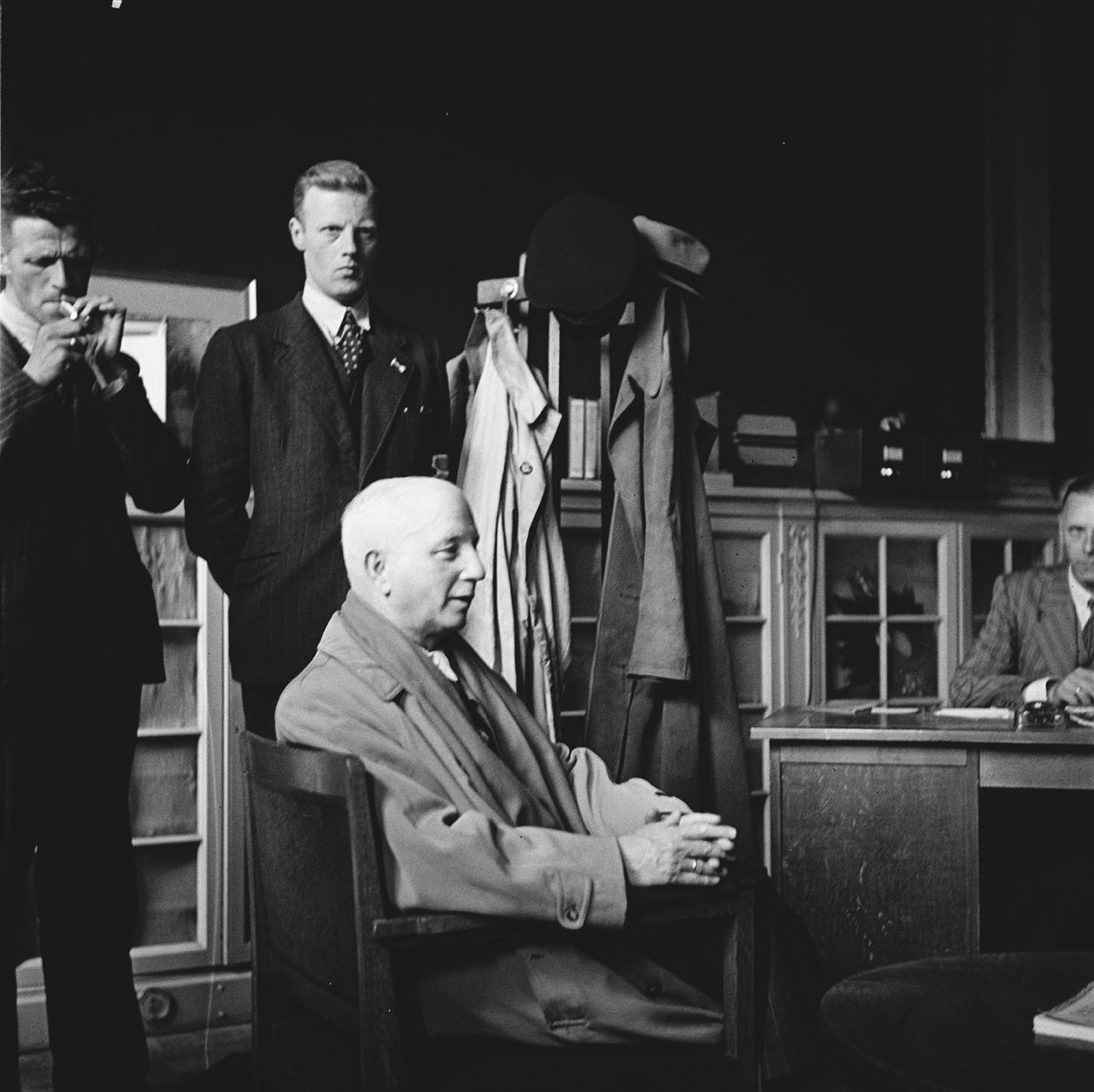
Max Blokzijl während einer Vernehmung im Mai 1945

Am 11. September 1945 wurde der Prozess gegen Blokzijl unter der Anklage des Landesverrats eröffnet. Er war öffentlich und fand großes Interesse im In- und Ausland. Die Anklage stützte sich auf 13 beispielhaft herangezogene Zitate seiner Radiosendungen. Während des Prozesses verteidigte sich Blokzijl damit, dass er nicht Propaganda für Deutschland, sondern für den Nationalsozialismus gemacht habe. Alles während der Besatzungszeit von ihm Getane sei aus Vaterlandsliebe erfolgt. Er versuchte während des Prozesses und in seinem zu dieser Zeit geführten Tagebuch seine eigene Rolle zu relativieren.

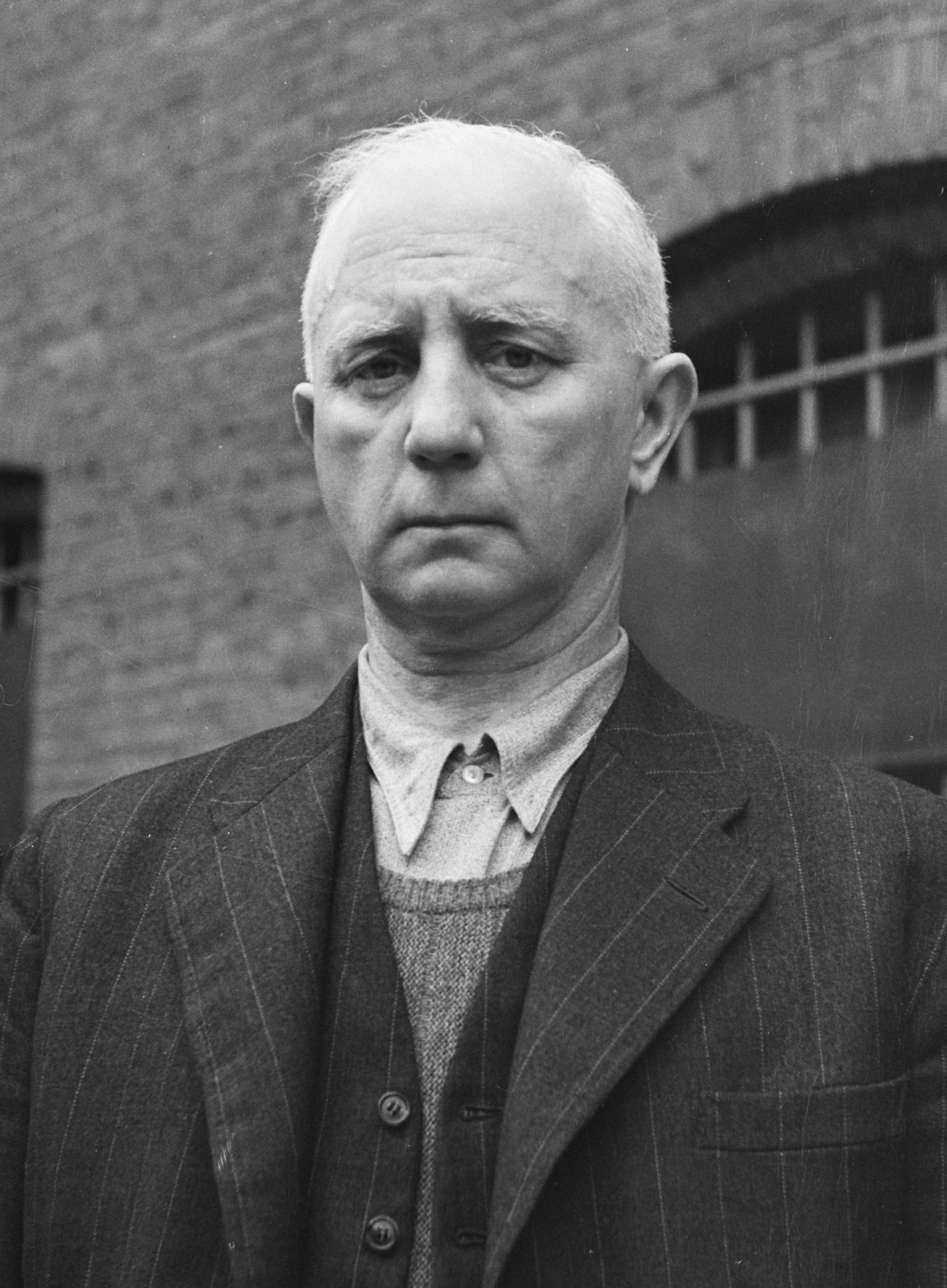
Blokzijl als Gefangener in Scheveningen

Der Staatsanwalt bezeichnete ihn als „Die Stimme des Teufels“; im Gegensatz zu Anton Mussert, dessen Propaganda die Bevölkerung unbeeindruckt gelassen habe, sei Blokzijls Propaganda viel schlimmer gewesen, da er die Gefühle der Bevölkerung genauestens gekannt habe. Dessen Pflichtverteidiger konzentrierte sich ganz auf die juristische Seite und brachte vor, dass das Führen von Propaganda ohne den Nachweis eines Schadens für die eigene Bevölkerung nicht strafbar im Sinne des Strafgesetzbuches gewesen sei. Die Massentötungen in den Konzentrationslagern bezeichnete Blokzijl während der Verhandlung als Missstände, wie sie in revolutionären Prozessen vorkämen. Als er im Gefängnis vom Ausmaß des Holocausts erfuhr, brachte er zwar sein Entsetzen darüber zum Ausdruck, blieb jedoch seinem Antisemitismus treu.
Am 25. September 1945 wurde Blokzijl zum Tode verurteilt. Damit war er der einzige niederländische Journalist, gegen den ein solches Urteil wegen Kollaboration mit der deutschen Besatzungsmacht erging. Seine Berufung und ein Gnadengesuch bei Königin Wilhelmina wurden abgewiesen, am 16. März 1946 wurde er durch ein Erschießungskommando hingerichtet. Es handelte sich damit um das erste in den Niederlanden nach der deutschen Kapitulation vollstreckte Todesurteil. Blokzijls Grab lag in einem abgelegenen Teil des Den Haager Hauptfriedhofs, da man befürchtete, dass es zu einem Wallfahrtsort für Nationalsozialisten werden könnte, und wurde Mitte der 1950er Jahre geräumt. Seine Witwe bekam den Standort nie mitgeteilt. Sie musste ebenfalls ein Jahr im Gefängnis zubringen; zwar war sie in keiner nationalsozialistischen Organisation Mitglied gewesen und hatte nichts mit den Aktivitäten ihres Mannes zu tun, allerdings wurde ihr vorgeworfen, von dessen Stellung profitiert zu haben.

### Spätere Bewertung des Prozesses und der Rolle Blokzijls
Die Prozessführung und das Todesurteil sind nicht unumstritten. So ist Piet Hagen, vormals Dozent an der School voor Journalistiek in Utrecht und bis 2002 Chefredakteur des Fachorgans De Journalist, der Ansicht, dass die Todesstrafe einige Jahre später nicht mehr verhängt worden wäre; zudem hätten die herangezogenen Redeabschnitte trotz ihrer unterminierenden Absicht nicht dem harten Tonfall echter Faschisten entsprochen. Sie entstammten allesamt dem Buch Brandende Kwesties, in dem die Ansprachen seiner gleichnamigen Radioserie zusammengefasst worden waren. Nach Blokzijls Biograph René Kok konnte von Eindeutigkeit in den Zitaten nicht immer die Rede sein; als Beispiel führt er das folgende auf:
„Ja, der gute, der wahre Niederländer ist irgendwie dagegen. Den ganzen Tag ist er dagegen. Man will ihm neue Ideen, neue Überzeugungen vermitteln, die anderswo in der Welt großen Völkern Lebensmut beschert haben, aber er ist dagegen.“
In einigen der für den Prozess hinzugezogenen Zitate warb Blokzijl allerdings direkt für den Nationalsozialismus:
„Die Zahl der Niederländer aus allen Klassen unserer Bevölkerung, die zu der Überzeugung kommt, dass sehr viel vom Nationalsozialismus für uns alle durchaus annehmbar ist, wird mit jedem Tag größer.“
„Der Nationalsozialismus liegt in der Luft. Diese Lehre kam in dem Augenblick, als die menschliche Gesellschaft überreif dafür war. Es ist die Lehre von der Ehrerbietung für die Arbeit; von dem Volksgemeinschaftsbewusstsein; von der Überwindung der Klassengegensätze; von dem Aufblühen der Persönlichkeit in voller Harmonie mit der persönlichen Verantwortung, von dem sittlichen und körperlichen Wohlbefinden der Völker durch eine starke Staatsführung; von Zucht, Ordnung und Solidarität aller Bevölkerungsklassen; von dem Vorrang des Nationalen gegenüber dem Gruppeninteresse und dem des Gruppeninteresses gegenüber dem Einzelinteresse.“
Deutliche Kritik äußerte auch der Historiker Anthonius Anne de Jonge im Biografisch Woordenboek van Nederland. Blokzijls Prozess sei überhastet geführt worden, was sich unter anderem darin niedergeschlagen habe, dass er ausschließlich auf die Radiosendungen und nicht zusätzlich auf seine Rolle als Pressewächter und NSB-Funktionär Bezug nahm, ebenso wenig, ob er Briefe an die Sicherheitspolizei weitergeleitet hatte. Blokzijl war der bekannteste nationalsozialistische Journalist der Niederlande, so dass es sich angeboten habe, an ihm ein öffentlichkeitswirksames Exempel zu statuieren.
Raymond van den Boogaard, Redakteur beim NRC Handelsblad, sprach in Bezug auf Blokzijs Anpassung von einem „Journalistensyndrom“. Reporter hätten einen demütigenden Beruf, da sie nur wiedergeben würden, was andere gesagt haben. Dies verleite manche dazu, sich als Kompensation an die Machthaber zu heften.

## Ehrungen
- Ritter im Orden von Oranien-Nassau für die Arbeit als Vorsitzender des Nederlandsch Bond in Duitschland
- Aceh-Expeditionskreuz (1928, diese Auszeichnung war Blokzijl und Pisuisse bereits 1908 versprochen worden)[7]
- Ehrenzeichen des Deutschen Roten Kreuzes[84]

## Werke (Auswahl)
- Niederländische Originalausgaben:

- Avonturen als straatmuzikant (mit Jean-Louis Pisuisse), H.J.W. Becht, Amsterdam 1907.
- De wonderlijke avonturen van Jonas Leevend en z'n club, Scheltens & Giltay, Amsterdam 1917.
- Hans Hedding en zijn wonderlijke secretaris of hoe een Hollandsche jongen in het buitenland beroemd werd, Scheltens & Giltay, Amsterdam 1919.
- Ik trok er op uit …, Blitz Andries, Amsterdam 1928 (Neuausgabe 1943).
- Landverraders (32-seitige Propapagandabroschüre), 1941.
- Luisteraars antwoorden, Nenasu, Utrecht 1942.
- Brandende kwesties, Nederlandsche Uitgeverij Opbouw, Amsterdam 1942.
- Ik was er zelf bij, Nenasu, Utrecht 1943.
- Ik zei tot ons volk …, Nenasu, Utrecht 1943.